# Pinanga crassipes
Pinanga crassipes es una especie de palmera endémica de Borneo.

## Descripción
De la muchas especies que se encuentran en Penang, P. crassipes es una de las mejores y más colorida. En la planta joven, las hojas son moteadas, los adultos, producen semillas de color rojo brillante en grandes cantidades.

## Taxonomía
Pinanga crassipes fue descrita por Odoardo Beccari  y publicado en Malesia Raccolta ... 3: 120, en el año 1886.
Etimología
Pinanga: nombre genérico que es la latinización del nombre vernáculo malayo, pinang aplicado a la palma de betel, Areca catechu y especies de Areca, Pinanga y Nenga en la naturaleza.
crassipes: epíteto latino que significa "con pie grueso".